# Ла-Тур-дю-Пен
Ла-Тур-дю-Пен (фр. La Tour-du-Pin) — коммуна во Франции, находится в регионе Рона — Альпы. Департамент коммуны — Изер. Входит в состав кантона Ла-Тур-дю-Пен. Округ коммуны — Ла-Тур-дю-Пен.
Код INSEE коммуны — 38509. Население коммуны на 2012 год составляло 7927 человек. Населённый пункт находится на высоте от 309 до 461 метров над уровнем моря. Муниципалитет расположен на расстоянии около 440 км юго-восточнее Парижа, 55 км юго-восточнее Лиона, 50 км северо-западнее Гренобля. Мэр коммуны — Fabien Rajon, мандат действует на протяжении 2014—2020 гг.
Динамика населения (INSEE):